# Herrarnas 200 meter bröstsim vid världsmästerskapen i kortbanesimning 2022
Herrarnas 200 meter bröstsim vid världsmästerskapen i kortbanesimning 2022 avgjordes den 16 december 2022 i Melbourne Sports and Aquatic Centre i Melbourne i Australien.
Guldet togs av japanska Daiya Seto efter ett lopp på 2 minuter och 35 hundradelar, vilket blev ett nytt asiatiskt rekord. Silvret togs av amerikanska Nic Fink och bronset togs av kinesiska Qin Haiyang.

## Rekord
Inför tävlingens start fanns följande världs- och mästerskapsrekord:
|                   | Namn           | Nation   | Tid     | Ort            | Datum            |
| ----------------- | -------------- | -------- | ------- | -------------- | ---------------- |
| Världsrekord      | Kirill Prigoda | Ryssland | 2.00,16 | Hangzhou, Kina | 13 december 2018 |
| Mästerskapsrekord | Kirill Prigoda | Ryssland | 2.00,16 | Hangzhou, Kina | 13 december 2018 |

## Resultat

### Försöksheat
Försöksheaten startade klockan 11:39.
| Placering | Heat | Bana | Namn                  | Nationalitet             | Tid             | Noteringar      |
| --------- | ---- | ---- | --------------------- | ------------------------ | --------------- | --------------- |
| 1         | 5    | 4    | Daiya Seto            | Japan                    | 2.02,43         | 0Q0             |
| 2         | 5    | 5    | Nic Fink              | USA                      | 2.02,75         | 0Q0             |
| 3         | 4    | 4    | Ippei Watanabe        | Japan                    | 2.03,64         | 0Q0             |
| 4         | 4    | 5    | Qin Haiyang           | Kina                     | 2.03,81         | 0Q0             |
| 5         | 3    | 6    | Antoine Viquerat      | Frankrike                | 2.03,93         | 0Q0, 0NR0       |
| 6         | 3    | 4    | Erik Persson          | Sverige                  | 2.04,01         | 0Q0             |
| 7         | 5    | 6    | Marco Koch            | Tyskland                 | 2.04,08         | 0Q0             |
| 8         | 3    | 5    | Caio Pumputis         | Brasilien                | 2.04,37         | 0Q0             |
| 9         | 4    | 6    | Matěj Zábojník        | Tjeckien                 | 2.04,57         |                 |
| 10        | 5    | 3    | Anton McKee           | Island                   | 2.04,99         |                 |
| 11        | 4    | 3    | Caspar Corbeau        | Nederländerna            | 2.05,14         |                 |
| 12        | 3    | 3    | Charlie Swanson       | USA                      | 2.05,51         |                 |
| 13        | 2    | 3    | James Dergousoff      | Kanada                   | 2.06,17         |                 |
| 14        | 4    | 1    | Adam Chillingworth    | Hongkong                 | 2.06,46         | 0NR0            |
| 15        | 4    | 2    | Denis Petrashov       | Kirgizistan              | 2.06,62         |                 |
| 16        | 5    | 8    | David Schlicht        | Australien               | 2.06,72         |                 |
| 17        | 5    | 1    | Berkay Ogretir        | Turkiet                  | 2.07,12         |                 |
| 18        | 1    | 4    | Adam Peaty            | Storbritannien           | 2.07,31         |                 |
| 19        | 3    | 8    | Maximillian Ang       | Singapore                | 2.08,12         | 0NR0            |
| 20        | 4    | 8    | Josh Gilbert          | Nya Zeeland              | 2.08,27         |                 |
| 21        | 5    | 2    | Andrius Šidlauskas    | Litauen                  | 2.08,69         |                 |
| 22        | 3    | 1    | Christoffer Haarsaker | Norge                    | 2.08,80         |                 |
| 23        | 2    | 1    | Jorge Murillo         | Colombia                 | 2.08,91         |                 |
| 24        | 2    | 2    | Kian Keylock          | Sydafrika                | 2.11,20         |                 |
| 25        | 2    | 5    | Daniils Bobrovs       | Lettland                 | 2.11,37         |                 |
| 26        | 2    | 8    | Cai Bing-rong         | Taiwan                   | 2.11,66         |                 |
| 27        | 2    | 7    | Adriel Sanes          | Amerikanska Jungfruöarna | 2.12,69         |                 |
| 28        | 2    | 4    | Jonathan Cook         | Filippinerna             | 2.12,91         |                 |
| 29        | 1    | 5    | Liam Davis            | Zimbabwe                 | 2.13,99         |                 |
| 30        | 1    | 3    | Mohammed Al-Maher     | Saudiarabien             | Diskvalificerad | Diskvalificerad |
| 30        | 3    | 2    | Carl Aitkaci          | Frankrike                | Diskvalificerad | Diskvalificerad |
| 30        | 3    | 7    | Tomáš Klobučník       | Slovakien                | Diskvalificerad | Diskvalificerad |
| 30        | 2    | 6    | Constantin Malachi    | Moldavien                | Startade inte   | Startade inte   |
| 30        | 4    | 7    | Carles Coll           | Spanien                  | Startade inte   | Startade inte   |
| 30        | 5    | 7    | Sun Jiajun            | Kina                     | Startade inte   | Startade inte   |

### Final
Finalen startade klockan 19:51.
| Placering | Bana | Namn             | Nationalitet | Tid             | Noteringar      |
| --------- | ---- | ---------------- | ------------ | --------------- | --------------- |
| 1         | 4    | Daiya Seto       | Japan        | 2.00,35         | 0AR0            |
| 2         | 5    | Nic Fink         | USA          | 2.01,60         | 0AR0            |
| 3         | 6    | Qin Haiyang      | Kina         | 2.02,22         |                 |
| 4         | 3    | Ippei Watanabe   | Japan        | 2.02,53         |                 |
| 5         | 7    | Erik Persson     | Sverige      | 2.03,19         |                 |
| 6         | 2    | Antoine Viquerat | Frankrike    | 2.03,33         | 0NR0            |
| 7         | 1    | Marco Koch       | Tyskland     | 2.05,01         |                 |
| 8         | 8    | Caio Pumputis    | Brasilien    | Diskvalificerad | Diskvalificerad |